# Lijst van versies van LibreOffice
Deze pagina somt de versiegeschiedenis van het kantoorsoftwarepakket LibreOffice, ontwikkeld door The Document Foundation en beschikbaar voor Windows, OS X, Android en Linux. LibreOffice is gestart als een fork van OpenOffice.org. LibreOffice is vrij en gratis verkrijgbare software. 

## Planning

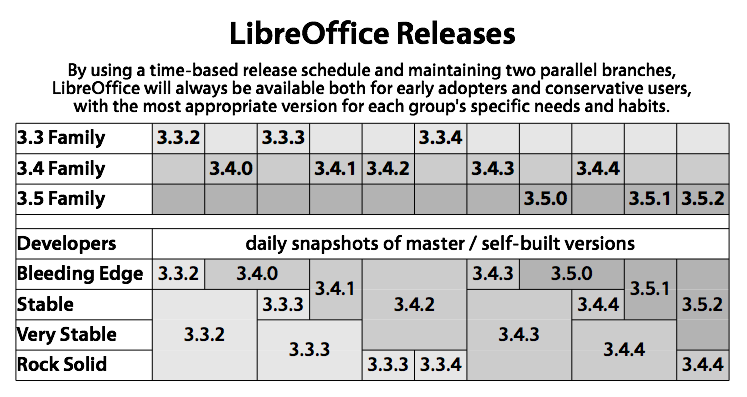
Tabel met het vrijgaveritme

The Document Foundation neemt zich voor om elke zes maanden een nieuwe hoofdversie vrij te geven.
The Foundation biedt twee verschillende hoofdversies van LibreOffice aan. De laatste hoofdversie (Fresh) is voor gebruikers die uit zijn op de nieuwste verbeteringen en toevoegingen, terwijl de voorlaatste (Still) meer bestemd is voor gebruikers die een hoge stabiliteit verkiezen boven de nieuwste wijzigingen.

## Versie 3.x

### Versie 3.3
Het eerste softwarepakket krijgt versienummer 3.3, aangezien de oude nummering van OpenOffice.org wordt voortgezet. De eerste Beta werd vrijgegeven op 28 september 2010, Beta 2 op 14 oktober en Beta 3, één maand later, op 17 november. Op 5 december komt de eerste release kandidaat uit, meteen gevolgd door een tweede, op kerstdag, 25 december. De derde en vierde release kandidaat kwamen op respectievelijk 13 en 20 januari uit. De definitieve versie is uitgebracht op 25 januari 2011.
LibreOffice 3.3 heeft enkele functies die niet in OpenOffice.org 3.3 terug te vinden zijn:
- SVG-afbeeldingen importeren.
- Lotus Word Pro- en Microsoft Works-importfilter.
- Verbeterde WordPerfect-ondersteuning.
- Dialoogvenster voor instelling van titelpagina's.
- Verbeterde Navigator.
- Optie om experimentele functies te gebruiken.
- Gebundelde extensies, zoals Presenter View voor Impress.

### Versie 3.4
Versie 3.4.0 werd op 3 juni 2011 vrijgegeven.
De volgende verbeteringen zijn doorgevoerd in versie 3.4:
- Verbeterd gebruik van werkgeheugen.
- Afbouwen van de afhankelijkheid van Java.
- Verdere overgang naar GNU MAKE.
- Verbeteringen aan Calc, voornamelijk verbeteringen aan snelheid en compatibiliteit met Excel, waaronder ondersteuning voor een oneindig aantal velden en draaitabellen.
- Verbeterde GUI voor Writer, Impress en Draw, waaronder betere tekstrendering en verbeterde GTK+-thema-integratie voor Linux.
- Duizenden (oude) Duitse commentaarregels werden vertaald naar het Engels en 5000 onnodige coderegels werden verwijderd van Writer, Calc en Impress. Het betrof ook OS/2-specifieke code.

### Versie 3.5
Nieuw in deze versie, uitgekomen op 14 februari 2012, zijn:
- Diverse verbeteringen en bugfixes.
- Nieuwe spellingscontroletool waarmee de spelling van onder andere het Engels gecontroleerd kan worden.
- De mogelijkheid om in Calc een formule of tekst in te voeren die twee regels beslaat.
- Ondersteuning voor Microsoft Visio-documenten door middel van een importfilter.
- Verbetering bij het importeren van aangepaste vormen.
- Een native stuurprogramma voor PostgreSQL.
- Een ingebouwde updatefunctie waarmee de laatste versie van LibreOffice gedownload kan worden.
- De woordenteller werkt zichzelf bij wanneer er nieuwe woorden worden getypt.
- Verbeterde lettertypehinting.

In versie 3.5.4 werd de snelheid bij het laden van documenten in sommige gevallen met 100% verhoogd.
Versie 3.5.7 bracht iets meer dan 50 foutoplossingen.

### Versie 3.6
Versie 3.6 is uitgebracht in augustus 2012. De belangrijkste verbeteringen zijn:
- Woordteller in statusbalk.
- Mogelijkheid tot het importeren van Smart Art.
- Verbeterde ondersteuning voor CSV-bestanden.
- Ondersteuning voor velditems in cellen.
- Snel data filteren via het autofilter menu.
- Enkel tekst, waarde of formule plakken in Calc via het contextmenu.
- Een breedschermformaat voor dia's.
- Importfilter voor Corel Draw-documenten.
- Pdf-exporteerfunctie met watermerkoptie.
- Snelheidsverbeteringen.

## Versie 4.x

### Versie 4.0
LibreOffice 4.0 is uitgebracht op 7 februari 2013.
- Ondersteuning voor het 2003 Publisher-formaat.
- Importeren en exporteren van wiskunde-expressies in het RTF-formaat.
- Ondersteuning voor aantekeningen in DOCX- en RTF-documenten.
- Ondersteuning voor Microsoft Visio 1.0 (uit 1992) tot en met Visio 2013.
- Sneller openen van ODS-, RTF- en XLSX-documenten.
- Ondersteuning voor Firefox-persona's (thema's).

### Versie 4.1
Deze versie werd uitgegeven op 25 juli 2013. De vernieuwingen zijn onder meer:
- Afbeeldingen in een document kunnen nu gemakkelijker 90 graden gedraaid worden.
- Writer-tekstvelden kunnen als achtergrond nu een kleurengradiënt gebruiken.
- Ingesloten lettertypes in documenten.
- Importeren van grotere HTML-documenten met meer dan 64.000 cellen.
- Import/export van grafieken in odc  met ODF-chartbestanden.
- Grafieken kunnen worden geëxporteerd naar vectorafbeeldingen, bijvoorbeeld SVG en pdf.
- Bugfixes en verbeteringen voor Office Open XML en RTF.
- Basisimplementatie van EMF+-metafiles.

In totaal zijn er meer dan 1300 fouten gerepareerd in deze versie.

### Versie 4.2
Deze versie werd uitgegeven op 30 januari 2014. Deze bevat volgende grote aanpassingen:
- De pdf-engine Xpdf is vervangen door poppler.
- Verbeterde MathML-, DOCX- en RTF-ondersteuning.
- Automatisch sluitende haken in wiskundige formules.
- Nieuw startscherm, waarin recent geopende documenten getoond worden.[16]
- Importeerfilters voor AbiWord-documenten en Apple Keynote-presentaties.
- Calc: snelheidsverbeteringen door het gebruik van OpenCL.

### Versie 4.3
Deze versie werd uitgegeven op 28 juli 2014. Deze versie bevat OOXML-verbeteringen waaronder verbeteringen aan de DrawingML-functies, themalettertypen en ingesloten bestanden. De themakleuren voor lettertypen, alinea's en tabelcellen worden nu behouden, alsook de stijl, invulkleur en andere effecten bij afbeeldingen en vormen.
Daarnaast zijn er in LibreOffice nu 30 bijkomende Excel-formules beschikbaar. Ondersteuning voor de oude bestandsformaten van ClarisWorks, MacWorks en SuperPaint werd toegevoegd aan LibreOffice.
Geneste opmerkingen kunnen geïmporteerd en geëxporteerd worden en dit vanuit en vanaf de bestandsformaten DOC, RTF en DOCX.
Andere grote aanpassingen:
- Ondersteuning voor geanimeerde 3D-modellen in Impress.
- Ondersteuning voor de Collada- en KMZ-bestandsformaten.
- Initiële HiDPI-ondersteuning op Windows en Linux.
- Startcentrum geeft nu een miniatuurweergave van alle bestanden en niet enkel ODF-bestanden.
- Voortgangsbalk bij het openen van .docx-documenten.
- Pdf importeren werd verbeterd met ondersteuning voor gedraaide tekst.

Daarnaast is het nu mogelijk om alinea's langer dan 65.000 karakters te maken. Dit was een oude limiet.

### Versie 4.4
Op 29 januari 2015 bracht The Document Foundation LibreOffice 4.4 uit. De gebruikersinterface werd onder handen genomen: dialoogvensters, menubalken, contextmenu's, werkbalken en de liniaalbalken werden aangepast. Daarnaast werd het monochrome icoonthema Sifr uitgebreid. Sifr is nu standaard op OS X.
De zijbalk werd aangepast om beter te integreren met de menu's. Ook deel van LibreOffice 4.4.0 is een nieuw kleurselectiegereedschap.
LibreOffice 4.4 biedt daarnaast:
- OpenGL-overgangen en -verbeteringen in Windows;
- Digitale ondertekening van geëxporteerde pdf-documenten;
- De nieuwe lettertypen Carlito en Caladea. Dit zijn vervanglettertypen voor de propriëtaire Microsoft-lettertypen Calibri en Cambria. Dit lost een aantal problemen op met betrekking tot het openen van OOXML-bestanden;
- Meer standaardsjablonen;
- OOXML-verbeteringen;
- Broncodeverbeteringen: Coverity Scan-analyse bracht een aantal problemen aan het licht die werden opgelost;
- Impress-masterpagina's kunnen voortaan visueel bewerkt worden. Ongewenste elementen, een niveau toevoegen of verbergen aan de overzichtsnummering en de opsommingstekens aan of uit zetten.
- Betere opvolging van wijzigingen aan een document, met nieuwe knoppen in de werkbalk "Wijzigingen opvolgen" en AutoCorrect-verbeteringen;
- De importfilters voor Microsoft Visio, Microsoft Publisher, AbiWord en Microsoft Works werden verbeterd. Daarnaast werden er nieuwe importfilteres toegevoegd voor Adobe Pagemaker, MacDraw, MacDraw II en RagTime for Mac;
- Grote verbeteringen aan de multimediamogelijkheden op elk platform.

## Versie 5.x
De eerste beta van versie 5 kwam uit op 21 mei 2015, en de laatste versie 5.4.7.2 zag het licht op 28 juli 2018. 

### Versie 5.0
De eerste stabiele versie van 5.0 verscheen op 3 augustus 2015.

### Versie 5.1
De eerste stabiele versie van 5.1 verscheen op 11 februari 2016.

### Versie 5.2
De eerste stabiele versie van 5.2 verscheen op 29 augustus 2016.

### Versie 5.3
De eerste stabiele versie van 5.3 verscheen op 7 februari 2017.

### Versie 5.4
De eerste stabiele versie van 5.4 verscheen op 28 juli 2017.

## Versie 6.x
De eerste beta van versie 6 werd gepubliceerd op 20 oktober 2017, de eerste stabiele uitgaven verschenen sedert 5 juli 2018.

### Versie 6.0
De eerste stabiele versie van 6.0 verscheen op 31 januari 2018.

### Versie 6.1
De eerste stabiele versie van 6.1 verscheen op 8 augustus 2018.

### Versie 6.2
De eerste stabiele versie van 6.2 verscheen op 7 februari 2019.

### Versie 6.3
De eerste stabiele versie van 6.3 verscheen op 8 augustus 2019.

### Versie 6.4
De eerste stabiele versie van 6.4 verscheen op 29 januari 2020.

## Versie 7.x

### Versie 7.0
De eerste stabiele uitgave van LibreOffice 7.4.0 verscheen op 5 augustus 2020

### Versie 7.1
Versie 7.1 verscheen op 3 februari 2021

### Versie 7.2
Versie 7.2 verscheen op 19 augustus 2021

### Versie 7.3
Versie 7.3 verscheen op 3 februari 2022

### Versie 7.4
Versie 7.4 verscheen op 18 augustus 2022

### Versie 7.5
Versie 7.5 verscheen op 2 februari 2023

### Versie 7.6
Versie 7.6 verscheen op 21 augustus 2023

## Nieuwe versienummering
Sinds 2024 schakelde LibreOffice ontwikkelaars over op een jaar.maand versienummer.

### Versie 24.2
Versie 24.2 verscheen op 31 januari 2024

### Versie 24.8
Versie 24.8 verscheen op 22 augustus 2024

### Versie 25.2
Versie 25.2 verscheen op 30 januari 2025